# Parleboscq
Parleboscq é uma comuna francesa na região administrativa da Nova Aquitânia, no departamento Landes. Estende-se por uma área de 39,29 km². Em 2010 a comuna tinha 510 habitantes (densidade: 13 hab./km²).